# Shinobu Terajima
Shinobu Terajima (jap. 寺島しのぶ Terajima Shinobu) (ur. 28 grudnia 1972 w Kioto) – japońska aktorka filmowa. Laureatka Srebrnego Niedźwiedzia dla najlepszej aktorki na 60. MFF w Berlinie za rolę w filmie Gąsienica (2010).
Jest córką japońskiej aktorki Sumiko Fuji.

## Filmografia
Filmy fabularne
- 2017: Oh, Lucy!

- 2010: Ningen shikkaku
- 2010: Gąsienica (Kyatapirā) jako Shigeko Kurokawa
- 2009: Shugo tenshi
- 2009: Rasshu raifu jako Kyoko
- 2008: Happy Flight jako Reiko Yamazaki
- 2008: Kitaro i klątwa milenium (Gegege no Kitarô: Sennen noroi uta) jako Nure Onna – Nami
- 2008: Kenkyaku shōbai: Haru no arashi
- 2007: Chacha
- 2007: Ai no rukeichi jako Fuyuka Irie
- 2006: Notebook of Life
- 2006: Akihabara@DEEP jako Fujiko Watarai
- 2006: Haru, Bānīzu de
- 2005: Otoko-tachi no Yamato jako Ayako
- 2005: Daiteiden no yoru ni jako Reiko
- 2005: Yawarakai seikatsu jako Yuko
- 2005: Tysiące mil samotności jako Rie Takata
- 2005: Tokyo Tower jako Kimiko Kawano
- 2004: Quill jako Mitsuko Nii
- 2004: Jū nen: Tsuma ga otto wo uragitta hi
- 2003: Akame shijuya taki shinju misui jako Aya
- 2003: Get Up! jako Kaori Fujisawa, taksówkarz
- 2003: Vibrator jako Rei Hayakawa
- 2001: Drug jako Keiko Yanagawa

Seriale telewizyjne
- 2010: Ryōmaden jako Otome Sakamoto
- 2008: Yottsu no uso
- 2006: Junjō kirari
- 2005: Otona no natsu yasumi
- 2003: Musashi jako Aya
- 1998: Aishi suginakute yokatta jako Wakako Itoh
- 1995: Hachidai shōgun Yōshimune jako Ohaya

## Nagrody
- Nagroda na MFF w Berlinie Najlepsza aktorka: 2010 Gąsienica